# Dortmunder Gruppe 61
Die Dortmunder Gruppe 61 war von 1961 bis in die 1970er Jahre eine literarische Gruppe in Dortmund zur künstlerischen Auseinandersetzung mit der Arbeitswelt und ihren sozialen Problemen.

## Gründung und Ziel
Die Dortmunder Gruppe 61 wurde am 31. März 1961 von dem Dortmunder Bibliotheksdirektor Fritz Hüser, dem Schriftsteller Max von der Grün, dem Gewerkschafter Walter Köpping und weiteren Schriftstellern gegründet.
Zunächst nannte sich die literarische Gruppe Arbeitskreis für künstlerische Auseinandersetzung mit der industriellen Arbeitswelt, später benannte sie sich in Dortmunder Gruppe 61 um. Die Gruppe setzte es sich zum Ziel, schriftstellerisch tätige Arbeiter auf der einen und Lektoren, Kritiker und Journalisten auf der anderen Seite zusammenzubringen und dem Fehlen der schriftstellerischen und künstlerischen Auseinandersetzung mit der Arbeitswelt und ihren sozialen Problemen entgegenzuwirken.
Der Gruppe gehörten unter anderem Josef Reding, Günter Wallraff, Angelika Mechtel, Peter-Paul Zahl, Willy Bartock, Hans K. Wehren, Wolfgang Körner, Walter Köpping und Günter Westerhoff an.

## Putschversuch
Aus der Dortmunder Gruppe 61 ging der Werkkreis Literatur der Arbeitswelt hervor. Nachdem Mitglieder wie Josef Büscher und Peter Schütt in Gelsenkirchen und Hamburg bereits Literarische Werkstätten ins Leben gerufen hatten, forderten sie gemeinsam mit Erika Runge und Erasmus Schöfer im November 1968 auf der Herbsttagung der Gruppe 61 die Einbeziehung schreibender Arbeiter. „Eigentlich war unser unangemeldetes Go-in nichts anderes als ein kommunistischer Putschversuch“ und die Gruppe damit „auf proletarisch-revolutionäre Weise ‚umfunktioniert‘“, erinnert sich Schütt. Sie fanden Unterstützung von Max von der Grün, Richard Limpert, Liselotte Rauner und Günter Wallraff. Nach heftiger Debatte wurde die Tagung abgebrochen und ein Reportagewettbewerb ausgeschrieben, dessen Gewinner von der Gruppe kooptiert wurden.

## Spaltung und Auflösung
1969 gründeten einige der Opponenten eine Gruppe 70 für Literatur der Arbeitswelt in Essen, deren Sprecher und Schriftführer Schöfer wurde. Dieser beantragte auf der Tagung der Gruppe 61 am 10. Januar 1970 umfassende Programm- und Satzungsänderungen, die von der Mehrheit der Anwesenden abgelehnt wurden. Damit war der Bruch vollzogen, und die Dortmunder Gruppe 61 löste sich Anfang der 1970er Jahre auf. Dokumente der Gruppe befinden sich heute im Fritz-Hüser-Institut in Dortmund.
Zum fünfzigsten Jahrestag der Gründung der Gruppe wurde im Museum für Kunst und Kulturgeschichte Dortmund die Ausstellung Schreibwelten – Erschriebene Welten eingerichtet.

## Archivbestände
Die Nachlässe einer Reihe von Mitgliedern der Dortmunder Gruppe 61 befinden sich im Fritz-Hüser-Institut in Dortmund und können dort benutzt werden: u. a. Fritz Hüser, Max von der Grün, Josef Reding, Peter Paul Zahl. Außerdem wurden im Fritz-Hüser-Institut umfangreiche Sammlungen zu den Mitgliedern der Gruppe angelegt.